# Karoline Bjerkeli Grøvdal
Karoline Bjerkeli Grøvdal (Ålesund, 14 giugno 1990) è una mezzofondista e siepista norvegese.

## Palmarès
| Anno | Manifestazione    | Sede           | Evento         | Risultato | Prestazione | Note                                     |
| ---- | ----------------- | -------------- | -------------- | --------- | ----------- | ---------------------------------------- |
| 2006 | Mondiali U20      | Pechino        | 3000 m siepi   | 5ª        | 10'00"44    |                                          |
| 2007 | Mondiali U18      | Ostrava        | 2000 m siepi   | Bronzo    | 6'25"30     |                                          |
| 2007 | Europei U20       | Hengelo        | 3000 m siepi   | Oro       | 9'44"34     |                                          |
| 2007 | Mondiali          | Osaka          | 3000 m siepi   | Batteria  | 9'56"41     |                                          |
| 2009 | Europei U20       | Novi Sad       | 5000 m piani   | Oro       | 15'45"45    |                                          |
| 2009 | Europei U20       | Novi Sad       | 3000 m siepi   | Oro       | 9'43"69     |                                          |
| 2009 | Mondiali          | Berlino        | 3000 m siepi   | Batteria  | 9'48"47     |                                          |
| 2010 | Europei           | Barcellona     | 5000 m piani   | 10ª       | 15'41"42    |                                          |
| 2010 | Europei           | Barcellona     | 10000 m piani  | dnf       | dnf         |                                          |
| 2011 | Europei U23       | Ostrava        | 3000 m siepi   | Finale    | dns         |                                          |
| 2012 | Giochi olimpici   | Londra         | 5000 m piani   | Batteria  | 15'24"86    |                                          |
| 2013 | Mondiali          | Mosca          | 5000 m piani   | 13ª       | 15'48"87    |                                          |
| 2014 | Europei           | Zurigo         | 5000 m piani   | 13ª       | 15'52"78    |                                          |
| 2015 | Mondiali          | Pechino        | 5000 m piani   | Batteria  | 16'02"20    |                                          |
| 2016 | Europei           | Amsterdam      | 10000 m piani  | Bronzo    | 31'23"45    | Miglior prestazione personale            |
| 2016 | Giochi olimpici   | Rio de Janeiro | 5000 m piani   | 7ª        | 14'57"53    |                                          |
| 2016 | Giochi olimpici   | Rio de Janeiro | 10000 m piani  | 9ª        | 31'14'07"   | Miglior prestazione personale            |
| 2017 | Mondiali          | Londra         | 1500 m piani   | Batteria  | 4'09"56     |                                          |
| 2017 | Mondiali          | Londra         | 5000 m piani   | Finale    | dnf         |                                          |
| 2018 | Europei           | Berlino        | 3000 m siepi   | Bronzo    | 9'24"46     |                                          |
| 2019 | Europei indoor    | Glasgow        | 3000 m piani   | 5ª        | 8'52"12     |                                          |
| 2019 | Mondiali          | Doha           | 5000 m piani   | Batteria  | dnf         |                                          |
| 2019 | Mondiali          | Doha           | 3000 m siepi   | 13ª       | 9'29"41     |                                          |
| 2021 | Giochi olimpici   | Tokyo          | 5000 m piani   | 14ª       | 15'09"37    |                                          |
| 2021 | Giochi olimpici   | Tokyo          | 10000 m piani  | dnf       | dnf         |                                          |
| 2021 | Europei di cross  | Dublino        | Corsa seniores | Oro       | 26'34"      |                                          |
| 2022 | Mondiali          | Eugene         | 5000 m piani   | 8ª        | 14'57"62    |                                          |
| 2022 | Europei           | Monaco         | 5000 m piani   | dnf       | dnf         |                                          |
| 2022 | Europei di cross  | Venaria Reale  | Corsa seniores | Oro       | 26'25"      |                                          |
| 2023 | Mondiali          | Budapest       | 5000 m piani   | Batteria  | 15'08"96    |                                          |
| 2023 | Europei di cross  | Bruxelles      | Corsa seniores | Oro       | 33'40"      |                                          |
| 2024 | Mondiali di cross | Belgrado       | Corsa seniores | 14ª       | 32'49"      |                                          |
| 2024 | Europei           | Roma           | 5000 m piani   | Argento   | 14'38"62    | Miglior prestazione personale stagionale |
| 2024 | Europei           | Roma           | Mezza maratona | Oro       | 1h08'09"    | Record dei campionati                    |
| 2024 | Giochi olimpici   | Parigi         | 5000 m piani   | 8ª        | 14'43"21    |                                          |

## Campionati nazionali
2012
- Oro ai campionati norvegesi, 5000 m piani - 15'36"18

2013
- Oro ai campionati norvegesi, 1500 m piani - 4'18"90

2014
- Oro ai campionati norvegesi, 5000 m piani - 15'47"63

2015
- Oro ai campionati norvegesi, 1500 m piani - 4'16"48

2017
- Oro ai campionati norvegesi, 3000 m siepi - 9'13"35

2019
- Oro ai campionati norvegesi, 3000 m siepi - 9'24"53

2021
- Oro ai campionati norvegesi, 5000 m piani - 14'47"95

## Altre competizioni internazionali
2016
- 4ª all'Herculis ( Monaco), 3000 m piani - 8'39"47

2017
- 9ª al Golden Gala ( Roma), 5000 m piani - 15'05"36

2018
- 7ª ai Bislett Games ( Oslo), 3000 m siepi - 9'29"94

2021
- 5ª al Bauhaus-Galan ( Stoccolma), 1500 m piani - 4'03"07

2022
- 4ª ai Bislett Games ( Oslo), 5000 m piani - 14'31"07
- 7ª al Golden Gala ( Roma), 1500 m piani - 4'05"83

## Riconoscimenti
- Atleta europea emergente dell'anno (2009)